# Strada nazionale 65
La strada nazionale 65 era una strada nazionale del Regno d'Italia, che congiungeva Fossato di Vico a Falconara Marittima.
Venne istituita nel 1923 con il percorso "Fossato di Vico - Jesi - All'Adriatica Superiore n. 4 presso Falconara".
Nel 1928, in seguito all'istituzione dell'Azienda Autonoma Statale della Strada (AASS) e alla contemporanea ridefinizione della rete stradale nazionale, il suo tracciato costituì la strada statale 76 della Val d'Esino.